# Mistrzostwa Polski w Skokach Narciarskich 1983
58. Mistrzostwa Polski w Skokach Narciarskich – zawody o mistrzostwo Polski w skokach narciarskich, które odbyły się w dniach 3 lutego-16 marca 1983 roku na Średniej i Wielkiej Krokwi w Zakopanem oraz na skoczni Malinka w Wiśle. 
W konkursie indywidualnym na skoczni normalnej zwyciężył Janusz Duda, srebrny medal zdobył Piotr Fijas, a brązowy – Tadeusz Fijas. Na dużym obiekcie najlepszy okazał się P. Fijas przed T. Fijasem i Łoniewskim. Konkurs drużynowy na dużej skoczni wygrał zespół BBTS Bielsko-Biała w składzie: Wojciech Gruszecki, Józef Pawlusiak, Piotr Fijas i Janusz Waluś.

## Wyniki

### Konkurs indywidualny na dużej skoczni (Wisła, 03.02.1983)
| Miejsce | Zawodnik          | Klub                   | Skok 1 | Skok 2 | Punkty |
| ------- | ----------------- | ---------------------- | ------ | ------ | ------ |
| 1.      | Piotr Fijas       | BBTS Bielsko-Biała     | 98,5   | 96,0   | 249,1  |
| 2.      | Tadeusz Fijas     | Olimpia Goleszów       | 90,5   | 92,5   | 227,5  |
| 3.      | Jan Łoniewski     | WKS Zakopane           | 87,0   | 92,0   | 221,4  |
| 4.      | Henryk Tajner     | Olimpia Goleszów       | 92,5   | 85,0   | 218,8  |
| 5.      | Tadeusz Bafia     | Wisła-Gwardia Zakopane | 87,5   | 90,0   | 217,3  |
| 6.      | Janusz Duda       | Wisła-Gwardia Zakopane | 86,0   | 88,5   | 214,6  |
| 7.      | Janusz Waluś      | BBTS Bielsko-Biała     | 87,5   | 83,5   | 209,2  |
| 8.      | Stanisław Kawulok | Olimpia Goleszów       | 85,0   | 81,5   | 207,6  |

### Konkurs indywidualny na normalnej skoczni (Zakopane, 05.02.1983)
| Miejsce | Zawodnik             | Klub                   | Skok 1 | Skok 2 | Punkty |
| ------- | -------------------- | ---------------------- | ------ | ------ | ------ |
| 1.      | Janusz Duda          | Wisła-Gwardia Zakopane | 76,0   | 75,5   | 244,8  |
| 2.      | Piotr Fijas          | BBTS Bielsko-Biała     | 76,5   | 76,0   | 242,9  |
| 3.      | Tadeusz Fijas        | Olimpia Goleszów       | 72,0   | 74,0   | 228,0  |
| 4.      | Jan Łoniewski        | WKS Zakopane           | 67,5   | 74,0   | 220,8  |
| 5.      | Zenon Węgrzynkiewicz | GKN Beskidy Szczyrk    | 69,0   | 71,0   | 218,4  |
| 6.      | Janusz Malik         | GKN Beskidy Szczyrk    | 69,0   | 71,0   | 216,9  |
| 7.      | Mirosław Pytel       | WKS Zakopane           | 70,0   | 68,0   | 213,2  |
| 8.      | Grzegorz Jabłoński   | Śnieżka Karpacz        | 70,5   | 68,0   | 212,0  |

### Konkurs drużynowy na dużej skoczni (Zakopane, 16.03.1983)
| Miejsce | Klub                   | Zawodnik                | Nota zespołu |
| ------- | ---------------------- | ----------------------- | ------------ |
| 1.      | BBTS Bielsko-Biała     | Wojciech Gruszecki      | 638,4        |
| 1.      | BBTS Bielsko-Biała     | Józef Pawlusiak         | 638,4        |
| 1.      | BBTS Bielsko-Biała     | Piotr Fijas             | 638,4        |
| 1.      | BBTS Bielsko-Biała     | Janusz Waluś            | 638,4        |
| 2.      | Olimpia Goleszów       | Tadeusz Duława          | 627,0        |
| 2.      | Olimpia Goleszów       | Stanisław Kawulok       | 627,0        |
| 2.      | Olimpia Goleszów       | Henryk Tajner           | 627,0        |
| 2.      | Olimpia Goleszów       | Tadeusz Fijas           | 627,0        |
| 3.      | WKS Zakopane I         | Mirosław Pytel          | 608,2        |
| 3.      | WKS Zakopane I         | Andrzej Kowalski        | 608,2        |
| 3.      | WKS Zakopane I         | Zbigniew Malik          | 608,2        |
| 3.      | WKS Zakopane I         | Jan Łoniewski           | 608,2        |
| 4.      | GKN Beskidy Szczyrk    | Janusz Malik            | 603,0        |
| 4.      | GKN Beskidy Szczyrk    | Jarosław Węgrzynkiewicz | 603,0        |
| 4.      | GKN Beskidy Szczyrk    | Zenon Węgrzynkiewicz    | 603,0        |
| 5.      | Wisła-Gwardia Zakopane | Andrzej Cudzich         | 566,6        |
| 5.      | Wisła-Gwardia Zakopane | Ryszard Guńka           | 566,6        |
| 5.      | Wisła-Gwardia Zakopane | Jerzy Walkosz           | 566,6        |
| 5.      | Wisła-Gwardia Zakopane | Janusz Duda             | 566,6        |
| 6.      | WKS Zakopane II        | Janusz Kliś             | 520,5        |
| 6.      | WKS Zakopane II        | Jarosław Mądry          | 520,5        |
| 6.      | WKS Zakopane II        | Zbigniew Klimowski      | 520,5        |
| 6.      | WKS Zakopane II        | Wiesław Miętus          | 520,5        |